# Utricularia perversa
Utricularia perversa är en tätörtsväxtart som beskrevs av Peter Geoffrey Taylor. Utricularia perversa ingår i släktet bläddror, och familjen tätörtsväxter. Inga underarter finns listade i Catalogue of Life.